# Ancas
Ancas era una freguesia portuguesa del municipio de Anadia, distrito de Aveiro.

## Historia
Fue suprimida el 28 de enero  de 2013, en aplicación de una resolución de la Asamblea de la República portuguesa promulgada el 16 de enero de 2013 al unirse con las freguesias de Amoreira da Gândara y Paredes do Bairro, formando la nueva freguesia de Amoreira da Gândara, Paredes do Bairro e Ancas.

## Patrimonio
Dos cruceros, uno situado en el atrio de la iglesia y el otro en la calle por ello llamada del Cruzeiro.